# ITF Women's Circuit Izmir 2013
L'ITF Women's Circuit Izmir 2013 è stato un torneo di tennis facente parte della categoria ITF Women's Circuit nell'ambito dell'ITF Women's Circuit 2013. Il torneo si è giocato a Smirne in Turchia dal 5 all'11 agosto 2013 su campi in cemento e aveva un montepremi di $25,000.

## Vincitrici

### Singolare
Ana Vrljić ha battuto in finale  Katarzyna Piter con il punteggio di 6–1, 6–3

### Doppio
Aleksandra Krunić /  Katarzyna Piter hanno battuto in finale  Kristi Boxx /  Abigail Guthrie con il punteggio di 6–2, 6–2